# Мордвиновское сельское поселение
Мордвиновское се́льское поселе́ние — муниципальное образование в Увельском районе Челябинской области Российской Федерации. В рамках административно-территориального устройства муниципальное образование  соответствует административно-территориальной единице Мордвиновский сельсовет.
Административный центр — село Мордвиновка.

## История
Статус и границы сельского поселения установлены Законом Челябинской области от 17 сентября 2004 года № 277-ЗО «О статусе и границах Увельского муниципального района и сельских поселений в его составе».

## Население
| 2002 | 2010 | 2011 | 2012 | 2013 | 2014 | 2015 |
| ---- | ---- | ---- | ---- | ---- | ---- | ---- |
| 634  | ↘549 | ↗550 | ↘534 | ↗537 | ↗549 | ↘527 |
| 2016 | 2017 | 2018 | 2019 | 2020 | 2021 |      |
| ↗528 | ↘524 | ↘513 | ↘508 | ↘505 | ↗526 |      |

## Состав сельского поселения
| № | Населённый пункт | Тип населённого пункта       | Население |
| - | ---------------- | ---------------------------- | --------- |
| 1 | Мордвиновка      | село, административный центр | ↗526      |